# Point of View (album)
Albums de Cassandra Wilson
./ Days Aweigh
(1987)
Point of View est le premier album studio de la chanteuse de jazz Cassandra Wilson paru en 1986 sur le label allemand JMT.

## Réception
Le critique et auteur de jazz Scott Yanow mentionne sur AllMusic que compte tenu du grand nombre de musiciens présent lors de cette séance d'enregistrement, la chanteuse a peu de place pour s'exprimer mais elle s'est adaptée et « a fait de son mieux pour donner un rôle à sa voix, elle semble enthousiaste ».
L'auteur Gary Giddins relève également cet aspect en indiquant que « le disque a été mixé de façon que la chanteuse soit entendue comme une musicienne de l'équipe, et non la vedette ». Cassandra Wilson se met en avant qu'à de rares occasions, c'est le cas sur les deux derniers morceaux I Wished on the Moon et I Thought You Knew.

## Titres de l'album
| N° | Titre                | Compositeur                               | Durée |
| -- | -------------------- | ----------------------------------------- | ----- |
| 1. | Square Roots         | Cassandra Wilson                          | 4:39  |
| 2. | Blue in Green        | Miles Davis, Bill Evans, Cassandra Wilson | 4:10  |
| 3. | Never                | Steve Coleman, Cassandra Wilson           | 4:41  |
| 4. | Desperate Move       | Steve Coleman                             | 7:58  |
| 5. | Love & Hate          | Grachan Moncur III                        | 8:19  |
| 6. | I Am Waiting         | Cassandra Wilson                          | 3:39  |
| 7. | I Wished on the Moon | Dorothy Parker, Ralph Rainger             | 3:35  |
| 8. | I Thought You Knew   | Jean-Paul Bourelly                        | 5:36  |

## Enregistrements
Les enregistrements se sont déroulés le 14 et 15 décembre 1985 au Systems Two situé Brooklyn (New York) pour le label JMT REcords (ref. JMT n°919 004-2).
| Musicien           | Instrument                 |  | Équipe technique                        |                       |
| ------------------ | -------------------------- |  | --------------------------------------- | --------------------- |
| Cassandra Wilson   | chant, guitare             |  | Stefan F. Winter                        | producteur            |
| Jean-Paul Bourelly | guitare                    |  | Joe Marciano                            | ingénieur             |
| Steve Coleman      | percussion, saxophone alto |  | Günter Mattei                           | couverture            |
| Mark Johnson       | batterie                   |  | Adrian Von Ripka                        | ingénieur remastering |
| Lonnie Plaxico     | contrebasse                |  | Joseph Gasu Rittenberg, Scott Sternbach | photographie          |
| Grachan Moncur III | trombone                   |  |                                         |                       |